# Nicolas Froment
Nicolas Froment (kolem roku 1430, Uzès – kolem roku 1484/1485 Avignon) byl francouzský, pozdně gotický, malíř; hlavní představitel druhé avignonské malířské školy, který jako jeden z prvních Francouzů zavedl do malby prvky nizozemského realismu.

## Život

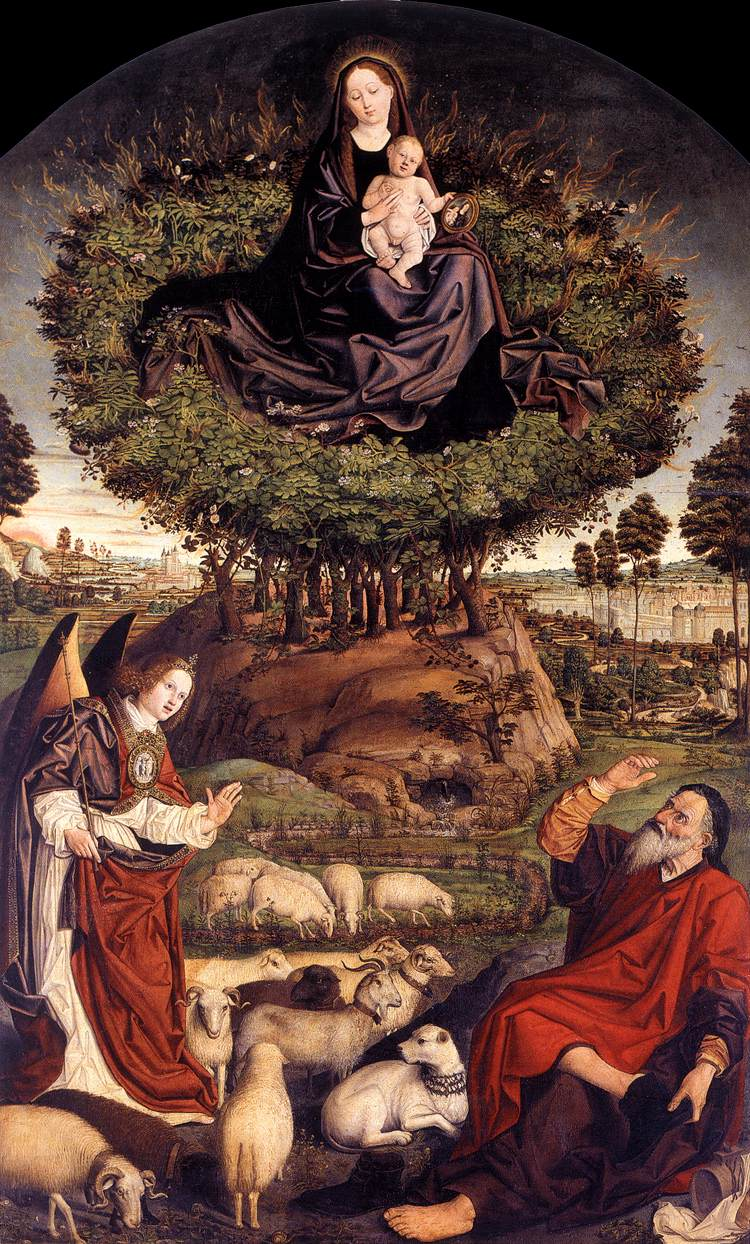
Nicolas Froment, Mojžíš a Panna Maria v hořícím keři

O jeho životě je známo velice málo. Patrně v Nizozemsku se naučil technice malby olejem na dřevo a podle některých historiků mohl být žákem Dierica Boutse. Cestoval také do Itálie, kde namaloval oltářní obraz pro klášter observantů v Mugello. Do Provence se vrátil po roce 1465 a kolem roku 1470 mu v Uzès patřilo více domů, z čehož lze usoudit, že měl významné zakázky, které mu zajistily velké jmění. Existuje písemná zmínka, podle které se 12. února 1470 v Aix zavázal namalovat oltářní obraz pro vdovu Cathérine Spifami; na prostřední desce měla být zobrazena smrt panny Marie, a na bočních deskách sv. Máří Magdaléna a sv. Kateřina. Od roku 1475 tvořil pro dvůr krále Reného I. z Anjou – triptych Mojžíše v Aix-en-Provence a nástěnné malby v královském domě v Avignonu a mimo to nedochované návrhy na výšivky a slavnostní dekorace. Až do roku 1479 se častěji objevuje v jeho účetních knihách. Roku 1482 napsal poslední vůli. Zemřel v Avignonu v roce 1486.

## Dílo
Triptych s uzdravením Lazara věnoval Francesco Coppini, papežský legát ve Flandrech, Cosimo Medicejskému st. a od něj se dostal do kláštera Bosco ai Frati v Mugello. Dnes je vystaven v galerii Uffizi ve Florencii.
Nejvýznamnějším dílem Nicolase Fromenta je triptych Mojžíše, pod kterým byly v Aix-en-Provence pohřbeny vnitřnosti krále René I. z Anjou. Střední deska spojuje poněkud neobvykle starozákonní téma s Mojžíšem jako pastevcem ovcí svého tchána Jitra. V hořícím keři planých růží je podle Zjevení Janova vyobrazena Panna Maria sluncem oděná. Součástí trojúhelníkové kompozice je vlevo anděl Zvěstování, který má na prsou velkou brož s vyobrazením Adama a Evy jako symbolu prvotního hříchu. (slovo Eva se zrcadlově zobrazuje jako Ave). Zrcadlo v rukou Ježíška pak obrací obraz Prvotního hříchu v obraz spásy. Mojžíš, jako nepokřtěný, si rukou chrání zrak před nadpozemskou září.
Krajina v pozadí hory, představující biblický Oreb, ukazuje na florentské předlohy. Realisticky malované ovce uprostřed idylické krajiny a v popředí obrazu jsou výpůjčkou z nizozemského realismu. Na zadní straně pohyblivých křídel jsou malby technikou grisaille – Anděl Zvěstování a Panna Maria.

### Známá díla
- 1461 Triptych s uzdravením Lazara (Uffizi).
  - vnější levé křídlo: Marie s dítětem, 175×66 cm.
  - vnitřní levé křídlo: Kristus a sv. Marta, 175×66 cm.
  - střední deska: Uzdravení Lazara, dřevo, 175×134 cm.
  - vnější pravé křídlo: Zadavatel, 175×66 cm.
  - vnitřní pravé křídlo: Máří Magdaléna umývající Kristovi nohy, 175×66 cm.
- Legenda se sv. Mitre d'Aix, olej na dřevě, Aix-en-Provence, katedrála Saint-Sauveur
- 1476 Triptych s Mojžíšem a hořícím keřem (Le Buisson ardent), dřevo, 410×305 cm. Aix-en-Provence, Cathédrale St-Sauveur.
- 1475 Matheronův diptych: král René d'Anjou a Jeanne de Lavalle (věnován Jeanu Matheronovi králem René d'Anjou), Louvre [3]
- 1480 Oltář z Pérussis s uctíváním prázdného Kříže a avignonským mostem (okruh Nicolase Fromenta), Metropolitan Museum, New York [4]

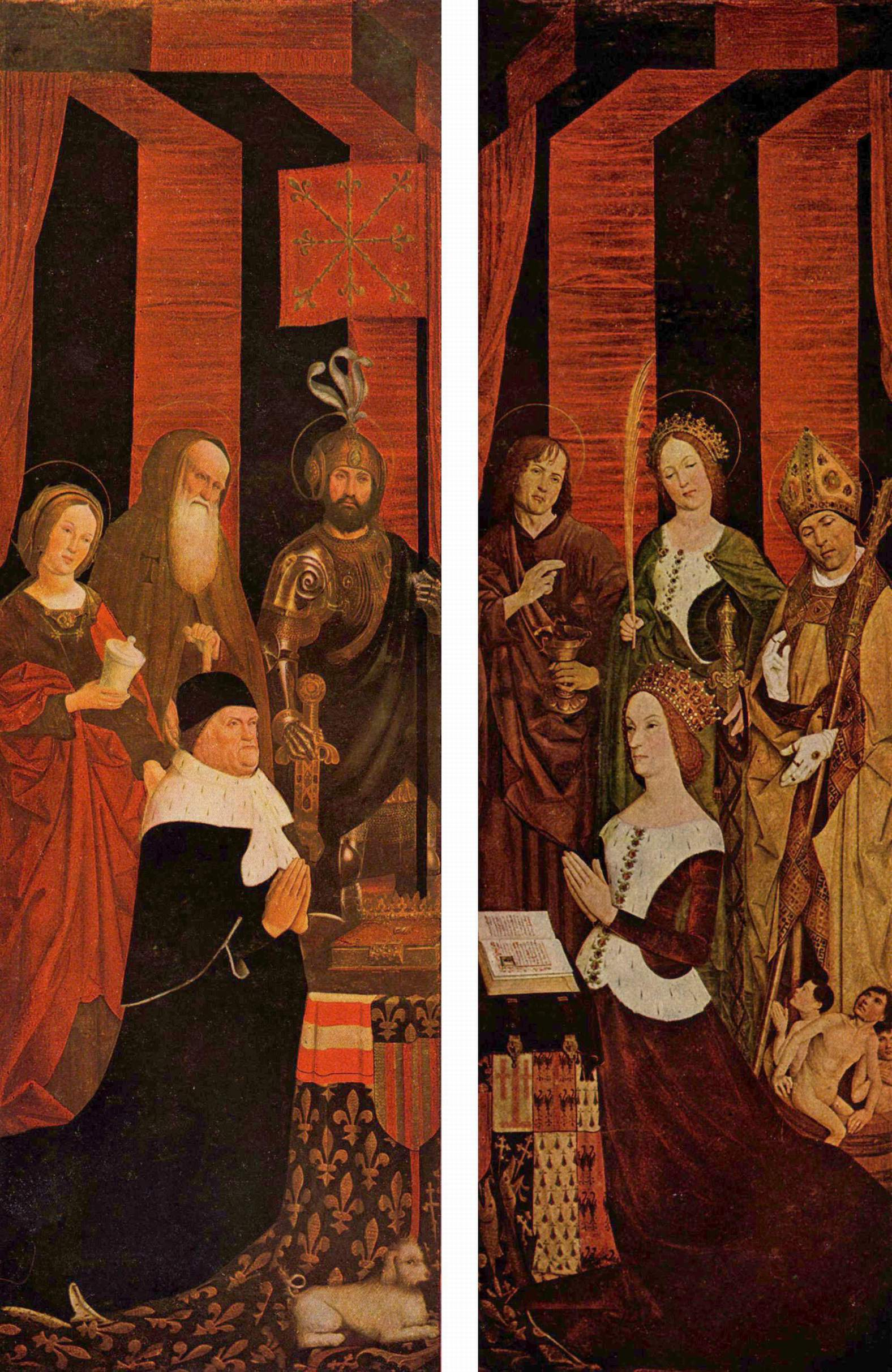
Král René I. z Anjou a jeho druhá žena Jeanne de Lavalle (postranní křídla triptychu s Mojžíšem)
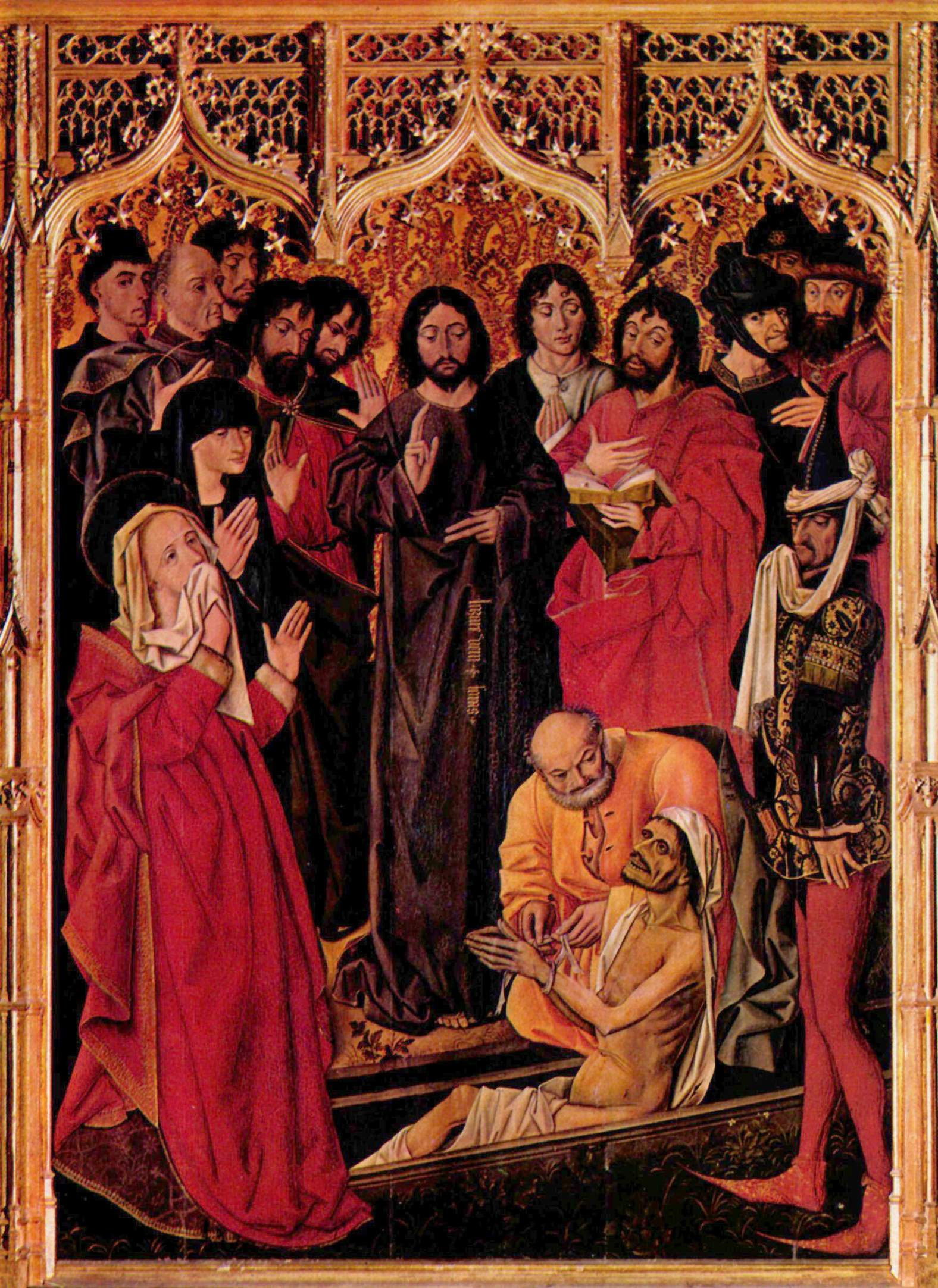
Uzdravení Lazara
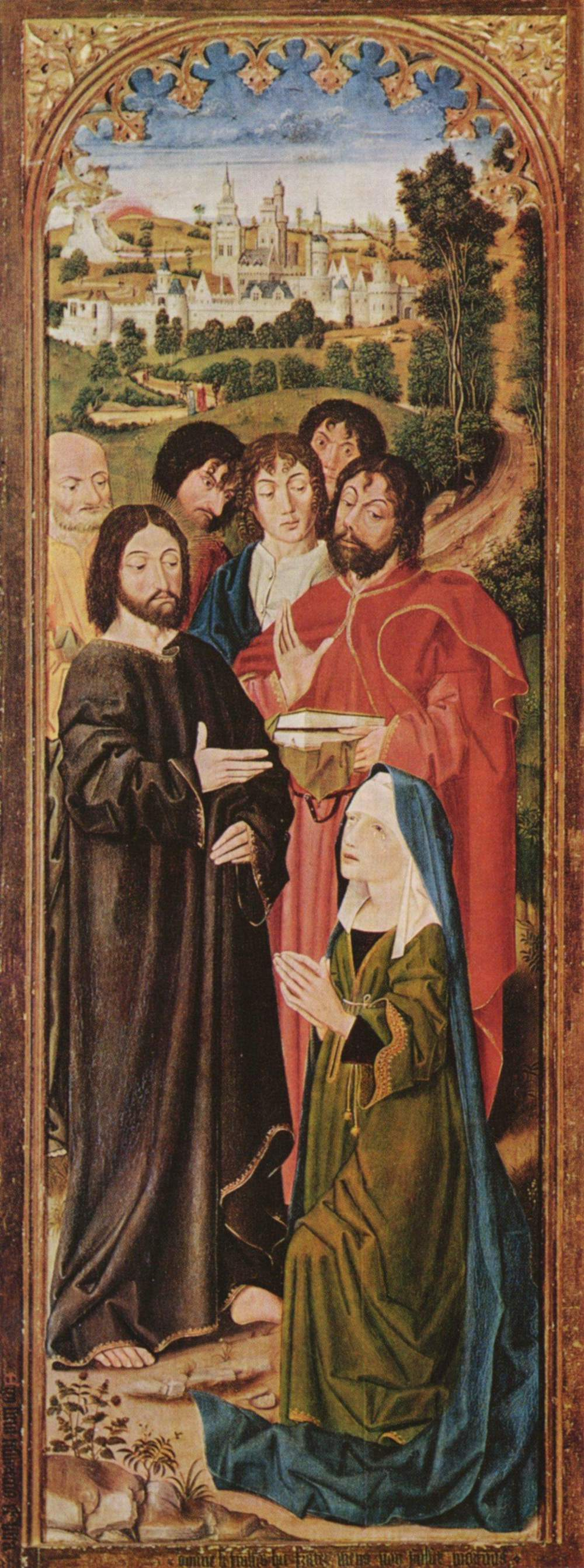
Kristus a sv. Marta